# زنغي
زنغي هي قرية في مقاطعة شبستر، إيران. يقدر عدد سكانها بـ 539 نسمة بحسب إحصاء 2016.